# Фирсов, Александр Васильевич
Александр Васильевич Фирсов (24 марта 1914, Подлесный — 23 октября 1952, Подлесный, Куйбышевская область) — химист 66-го отдельного отряда дымомаскировки и дегазации Днепровской военной флотилии, краснофлотец. Герой Советского Союза.

## Биография
Родился 11 марта 1914 года в посёлке Подлесный ныне Красноярского района Самарской области. Работал механизатором в колхозе и на МТС.
В Военно-Морском флоте в 1935—1939 годах и с 1941 года. В боях Великой Отечественной войны с 1941 года.
Химист 66-го отдельного отряда дымомаскировки и дегазации краснофлотец Александр Фирсов участвовал в пяти десантных операциях на территории Белоруссии в 1944 году.
Вместе с десантниками в числе первых в июне 1944 года краснофлотец Фирсов переправился через реку Припять у деревни Скрыгалов Гомельской области Белоруссии, сделав проходы в проволочных заграждениях и минном поле неприятеля и уничтожив два дзота, расчистил путь для продвижения десантного отряда.
12 июля 1944 года с группой десантников в городе Пинске, где с его участием за день были отбиты пять вражеских контратак, краснофлотец Фирсов получил тяжёлое ранение, но поля боя не покинул.
Указом Президиума Верховного Совета СССР от 7 марта 1945 года за образцовое выполнение боевых заданий командования и проявленные при этом мужество и героизм краснофлотцу Фирсову Александру Васильевичу присвоено звание Героя Советского Союза с вручением ордена Ленина и медали «Золотая Звезда».
После войны старшина 2-й статьи Фирсов А. В. демобилизован. Член ВКП(б) с 1945 года.
Работал председателем колхоза на родине в посёлке Подлесный. Скончался 23 октября 1952 года.
Награждён орденом Ленина, медалями.